# Schallerschloss

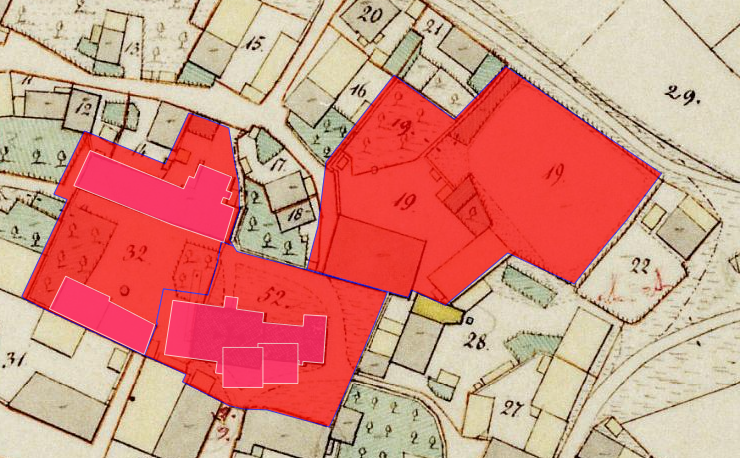
Lageplan des Schallerschlosses auf dem Urkataster von Bayern

Das abgegangene Schallerschloss befand sich in der Oberpfälzer Gemeinde Altendorf im Landkreis Schwandorf von Bayern.  „Untertägige Befunde des abgegangenen frühneuzeitlichen Adelssitzes ‚Schallerschloss‘ in Altendorf“ werden als Bodendenkmal unter der Aktennummer D-3-6539-0181 geführt. Unmittelbar an die Schlossanlage schließt im Südwesten die Pfarrkirche St. Andreas (Aktennummer D-3-6539-0002) an, im Westen liegt das Schloss Altendorf. 

## Geschichte
Das Schloss Schallern war neben dem Schloss Altendorf der zweite Edelmannsitz in Altendorf. Dieses allodiale Gut lässt sich seit 1545 nachweisen, damals war es im Besitz der Herren von Pertolzhofen. In den Landsassenmatrikel ist zuerst ein Sebastian von Bertholzhoven zu Altendorf genannt, wobei bereits 1550 von den Erben desselben die Rede ist. Danach kam der Besitz an Wolffen von Bertholzhoven, ab 1604 ist Hans Wolff von Pertolzhofen hier eingeschrieben. Dieser ist der letzte des Geschlechts der Pertolzhofener. Er war zu Beginn des 17. Jahrhunderts so hoch verschuldet, dass nur Besitzverkäufe den endgültigen Ruin verhindern konnten. Es kam aber zu einigen Zwistigkeiten mit dem leuchtenbergischen Kanzler Johann Federl, der 1603 einen Verkauf an Albrecht von Murach verhindern wollte. Gegen den Hans Wolff von Pertolzhofen sprach auch, dass er nicht bereit war, sich zum katholischen Glauben zu bekennen. Letztendlich wurde er seiner Güter in Altrendorf beraubt und verstarb 1634 im Exil.
Die Witwe Martha des verstorbenen Pertolzhofeners erhielt als Ersatz für ihr weitestgehend durch Krieg und Exil aufgebrachtes Heiratsgut die allodiale Gutsherrschaft zur eigenen Nutznießung. Nach ihrem Tod († 1648) fiel der Besitz an ihren Bruder Hans Andrä Portner, der im Mai 1649 darum ansuchte, das Gut seinem Sohn Hans Jacob Portner zu überantworten. Die Amberger Regierung wies vorerst den Nabburger Pfleger an, den Hans Jacobb Portner zu Ablegung der Landsassenpflicht vorzuladen, was dieser aber nicht machte. 1654 wird nochmals darauf verwiesen, dass der Hans Jacob und seine Gattin lutherischen Glaubens und deshalb des Landes zu verweisen seien. Offensichtlich ist 1660 aber Hans Jacob konvertiert und konnte das Gut übernehmen. 1688 verkaufte er das Landsassengut an seinen Sohn Johann Albrecht Erdmann Portner von Theuern und dessen Gattin Catharina Ludmilla. Johann Albrecht wurde dann am 15. Juli 1689 hier immittiert.
1695 kam das Gut durch Verkauf an Johann Michael von Schallern. Der wollte das durch den Verkauf von Untertanen geschwächte Gut durch den Tausch mit anderen aus seinen Besitzungen wieder stärken, um nicht allen Einfluss in dem Dorf zu verlieren. Seine Vorschläge wurden jedoch von der Regierung in Amberg bzw. der Hofkammer in München abgewiesen. Nach dem Tod des Johann Michael kam das Gut 1714 an seine Witwe Juliana Sabina von Schallern und deren elf Kinder.
1729 bemühte sich die Juliana Sabina von Schallern um eine Reduktion der Rittersteuer, was aber nicht zeitnah genehmigt wurde. So verkaufte sie die Landsasserei 1744 an Aloys Bonaventura Graf von Kreuth, Herr auf Guteneck, Weidenthal, Willhof und Arnschwang und dessen Gattin Maria Franziska. Der bereits ratifizierte Verkauf kam aber nicht zustande, da die Schwiegertochter der Verkäuferin, Maria Francisca von Schallern, für sich und ihre drei Kinder Einspruch erhob. Damit hatte sie Erfolg und so konnte sie am 22. September 1744 das Gut zu den gleichen Bedingungen erwerben, wie sie für den Grafen von Kreuth ausgehandelt worden waren.
Maria Francisca von Schallern verstarb 1746 und ihre beiden überlebenden Söhne Joseph Ignatius und Joseph Anton verpachteten das Gut an den Altenberger Bauern Hans Schmuckher. Die beiden Brüder dienten bei den Frobergischen Kürassieren und konnten die Verwaltung des Gutes nicht selbst besorgen. Da sie von weiteren Miterben zu Zahlungen bedrängt wurden, entschlossen sie sich zum Verkauf. Als Käufer konnte Joseph Heinrich Freiherr von Freudenberg gefunden werden. Das Gericht von Amberg bestand aber trotz einer gefundenen Einigung auf einer öffentlichen Versteigerung und bei dieser konnte wiederum Joseph Heinrich Freiherr von Freudenberg für einen geringfügig höheren Betrag das Gut an sich bringen; er wurde hier am 15. Juli 1750 immittiert.
1765 erwarb Wolf Christoph Freiherr von Bernclau das Allodialgut. Als Anton Freiherr von Horneck 1790 seinen Sitz zu Altendorf an Caspar von Bernclau, den Neffen des Wolf Christoph Freiherr von Bernclau, veräußerte, waren beide Sitze von Altendorf erstmals in einer Hand. So blieb es auch unter den Nachfolgern Maximilian Joseph von Karg, Anna Maria von Karg und Anton von Sauer von Zangenstein. Letzterer konnte hier ab 1821 ein Patrimonialgericht II. Klasse installieren, das aber nur bis 1821 Bestand hatte.

## Schloss Schallern
Das Schloss Schallern wurde 1971 abgebrochen. Erbaut hatte es Johann Michael Schaller kurz vor 1700, daher auch die Bezeichnung „Schallerschloß“.